# Leer (Soudan du Sud)
Pour l’article homonyme, voir Leer.
Leer est une ville du comté de Leer, dans l'État d'Unité, dans la région du Grand Nil supérieur, au Soudan du Sud. Leer est actuellement la capitale du comté de Leer. C'est le comté le plus densément peuplé du Soudan du Sud.

## Localisation
Leer se trouve sur le territoire Nuer. Leer est située dans le bloc 5A, une importante zone productrice de pétrole au nord du Soudan du Sud. Leer se trouve à 1h30 de vol ou à deux jours de route en bus de Juba, la capitale du Soudan du Sud. Les routes ne sont pas praticables pendant la saison des pluies, durant elle-ci le seul moyen de déplacement est le bateau, en naviguant sur le Nil. Il n'y a pas de vols commerciaux vers Leer, seuls les avions sous contrat avec le Programme alimentaire mondial ou des organisations missionnaires comme la Mission Aviation Fellowship (MAF) peuvent y atterrir, afin de soutenir le travail des travailleurs humanitaires et développer l'église chrétienne qui connaît une croissance rapide. Le comté de Leer est décrit comme « un marais étendu et plat jonché de champs de pétrole ».

## Guerre civile
La deuxième guerre civile soudanaise éclate en 1983 et l'Armée populaire de libération du Soudan capture Leer en mars 1986. Plus tard, les Forces de défense du Soudan du Sud, soutenues par le gouvernement et dirigées par Riek Machar, reprennent le contrôle du bloc 5A. Contrairement à d’autres champs pétrolifères, il n’y a eu aucun déplacement forcé de la population civile jusqu’en 1998 environ, lorsqu’un nouveau consortium dirigé par la société suédoise Lundin Petroleum commence l’exploration pétrolière. À cette époque, une milice Nuer rivale dirigée par le général de division Paulino Matiep commence à attaquer les communautés du bloc 5A, notamment Leer.
Lors d'une série d'attaques contre Leer commençant en avril 1998, les forces de Paulino Matiep incendient le toit du grand hôpital en brique, détruisent l'église catholique, incendient le marché et causent d'autres dégâts. Plus tard, l’hôpital est rasé. En juillet 1998, 250 maisons, 50 magasins et 2 500 enclos à bétail sont détruits dans la ville de Leer. Les forces de Matiep volent et tuent du bétail et obligent des femmes à servir de porteuses. En décembre 1998, le PAM déclare que Leer, qui était autrefois un centre de services alimentaires et de santé, est devenue une ville fantôme. Les Forces de défense du Soudan du Sud de Riek Machar perdent confiance en leur gouvernement et se tournent vers l'Armée populaire de libération du Soudan.
En juillet 1999, le gouvernement considère que le bloc 5A est débarrassé des forces « rebelles ». La zone était tenue par les forces armées soudanaises et la milice de Matiep. Cependant, les Forces de défense du Soudan du Sud dirigées par le commandant Tito Biel obtiennent des munitions de ses anciens rivaux, c'est-à-dire l'Armée populaire de libération du Soudan, et ce mois-là, passe à l'offensive au nord jusqu'à Leer, puis vers Duar, Koch, Boaw et Nhialdiu. En septembre 1999, les Forces de défense du Soudan du Sud perdent Leer. Malgré un cessez-le-feu, en janvier 2003, le gouvernement soudanais reprend Leer dans le but de dégager la route au sud de Bentiu via Koch et Leer jusqu'au port d'Adok sur le Nil. L’attaque semble faire partie d’une nouvelle campagne visant à libérer la zone de l’exploitation pétrolière. Après la signature de l’Accord de paix global en 2005, les réfugiés rentrent progressivement chez eux.

## Économie
Les basses terres autour de Leer sont sujettes aux inondations vers la fin de la saison des pluies, les cultures doivent donc être semées tôt. Les sources alternatives de nourriture si les inondations arrivent trop tôt comprennent la chasse, la pêche et la cueillette de plantes sauvages comestibles. En 2010, une femme vendant du lait au marché de la ville de Leer déclare gagner l'équivalent de 7 dollars par jour, soit assez pour acheter du sorgho pour nourrir sa famille dans le camp de bétail de Bathjoop situé à 30 km de Leer
Naath FM, la seule station de radio communautaire du comté de Leer, est officiellement lancée en janvier 2009, même si elle diffusait déjà depuis un an. « Naath » signifie « citoyen » dans la langue du peuple Nuer local.
La sécurité est encore médiocre. Le 12 mai 2011, des mines terrestres récemment posées sur la route reliant Leer à Bentiu explosent, détruisant deux véhicules, tuant trois personnes et en blessant grièvement d'autres. La frontière avec le Soudan, au nord, est bloquée, provoquant une pénurie de provisions. Des rumeurs circulant selon lesquelles les milices se dirigeaient vers le sud, à travers le comté.

## Santé et éducation
En 2010, Médecins Sans Frontières gère un grand hôpital à Leer avec environ 150 employés nationaux, huit employés expatriés et trois employés régionaux. L'hôpital dispose d'un service de consultation externe, d'un service d'hospitalisation médico-chirurgicale, d'une salle d'opération, d'une unité de maternité et de soin prénatal, d'un centre de nutrition thérapeutique, d'un programme de lutte contre la tuberculose et d'un laboratoire. L'hôpital est saccagé et détruit en 2014, après que des violences ont forcé son évacuation.
La star du hip-hop Emmanuel Jal est né à Leer au début des années 1980. D'abord enlevé à sa famille pour servir comme enfant soldat, il est ensuite aidé à quitter le pays pour s'installer à Nairobi où il commence sa carrière musicale. Jal finance une organisation caritative pour construire et gérer l'Emma Academy, une école à Leer.
L'école primaire de Leer, composée de 4 salles de classe, est fréquentée par plus de 2 000 enfants. La plupart des cours se déroulent sous les arbres. L'école primaire de Leer est construite en 1961 et est officiellement inaugurée en 1962.
L'association caritative GUA Africa de Jal construit cinq nouvelles salles de classe pour l'école primaire. Dans la phase 2 du projet, GUA espère construire la toute première école secondaire de Leer.

## Personnalités
- Riek Machar – actuel vice-président du Soudan du Sud

## Lectures complémentaires
- Nick Turse (October 2016). Tomgram: The Perpetual Killing Field, in TomDispatch (en)